# 庄继德
庄继德（1929年—2024年6月26日），男，浙江镇海人，中国汽车专家，曾任吉林工业大学教授、博士生导师。